# Пельтцер, Татьяна Ивановна
Татья́на Ива́новна Пе́льтцер (24 мая (6 июня) 1904, Москва, Российская империя — 16 июля 1992, там же, Россия) — советская актриса театра и кино. Народная артистка СССР (1972), лауреат Сталинской премии III степени (1951).

## Биография
Родилась 24 мая (6 июня) 1904 года (по другим источникам — 6 июля) в Москве.
Отец — Иван Романович (Иога́нн Ро́бертович) Пельтцер (9 ноября 1871 года — 29 марта 1959 года, Москва), русский и советский актёр театра и кино, режиссёр, лауреат Сталинской премии (1941), заслуженный артист РСФСР (1925). Мать — Эсфирь Боруховна (Евгения Сергеевна) Ройзен (18 декабря 1884 — 28 ноября 1962), дочь первого казённого раввина Киева в 1862—1863 годах Боруха Мойше-Ароновича (Моисеевича) Ройзена (из бердичевской купеческой семьи).
Актёрскому мастерству училась у отца, который ставил её первые спектакли. На сцену впервые вышла в семь лет в спектакле «Камо грядеши?» по Г. Сенкевичу в роли Авла, в труппе Н. Н. Синельникова в Екатеринославе. За следующую актёрскую работу — в «Дворянском гнезде» — она впервые получила гонорар. В одиннадцать лет играла роль Серёжи в спектакле «Анна Каренина», актрисой она стала без актёрского образования. С 1916 года — «актриса по найму» в антрепризе Н. Н. Синельникова.

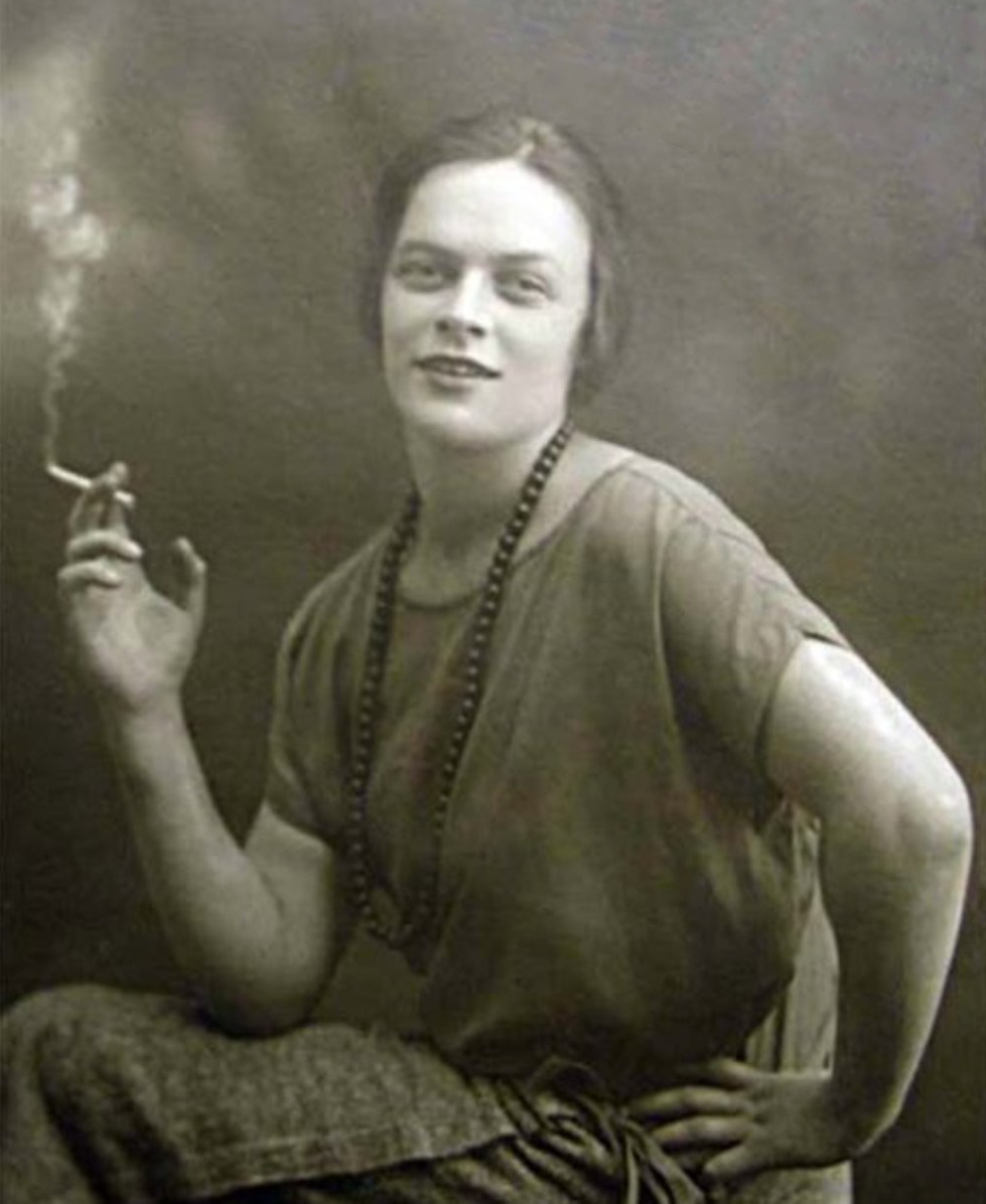
Татьяна Пельтцер. 1920-е годы

Постоянную профессиональную актёрскую деятельность начала в 1920 году в передвижном театре политуправления. В дальнейшем, в 1920—1921 годах — актриса драматического театра в Нахичевани, в 1921—1922 годах — театра военно-морского ведомства и 1-го художественного коллектива артистов русской драмы в Ейске, в 1922—1923 годах — «3-го театра РСФСР. Комедия» (бывший театр Корша) в Москве. В 1923—1930 годах — актриса театра имени МГСПС (ныне театр имени Моссовета).
В 1927 году вышла замуж за немецкого коммуниста и философа Ганса Тейблера и в 1930 году уехала с мужем в Берлин, где служила машинисткой в торговом представительстве СССР. Известный режиссёр Эрвин Пискатор, узнав, что молодая супруга Ганса — театральная актриса, пригласил её в свою постановку «Инги» (по А. Г. Глебову). У Татьяны не было языкового барьера, в повседневности отсутствовали бытовые трудности, но благополучная, обеспеченная жизнь вне России оказалась всё же не для неё. Разведясь с мужем вернулась в Москву, где восстановила себе фамилию Пельтцер; однако хорошие отношения они с Гансом поддерживали всю оставшуюся жизнь.
В 1931 году вновь стала актрисой театра имени МОСПС, в 1934 году уволена «за профнепригодность» (ибо не имела актёрского образования). С 1935 года — машинистка на заводе ЗИС, где главным инженером служил её брат Александр.
С 1936 года — актриса Ярославского драматического театра имени Ф. Г. Волкова, с 1937 — Московского областного колхозно-совхозного театра в Москве. В 1938 году вернулась в театр имени Моссовета.

### В Московском театре миниатюр
С 1940 года играла в Московском театре эстрады и миниатюр (ныне театр «Эрмитаж»), где наконец раскрылся её талант. Она играла почти всё — скетчи, сценки, вела концерты, заявила о себе как острохарактерная актриса в ролях банщиц, молочниц, нянек.  В 1946—1947 годах — актриса театра-студии киноактёра (отыграла один сезон в спектакле «За тех, кто в море!» Б. А. Лавренёва, режиссёр Н. С. Плотников).

### В Театре сатиры
В 1947—1977 годах играла в Московском театре сатиры. В 1950 году окончила университет марксизма-ленинизма; была депутатом райсовета и Моссовета. Член КПСС с 1956 года, была секретарём парторганизации театра. Именно она дала Марку Захарову рекомендацию для вступления в партию.
Настоящая, всенародная известность пришла с выходом киноверсии спектакля театра сатиры «Свадьба с приданым», поставленного Б. И. Равенских. После роли в фильме «Солдат Иван Бровкин» её стали называть «мать русского солдата», и в следующем фильме о Бровкине роль для актрисы переписали специально, чтобы сделать одной из основных в фильме.

### В «Ленкоме»
В феврале 1977 года, после скандала с главным режиссёром театра В. Н. Плучеком, перешла в театр им. Ленинского комсомола. Переход был связан с М. А. Захаровым, именно в его спектаклях, поставленных в Театре сатиры, она «создавала поле», «держала зал». В «Ленкоме» актриса служила почти до последнего дня своей жизни.
Один из последних спектаклей с участием актрисы — «Поминальная молитва», где актриса играла практически без слов (сказывалась ужасная для актёра болезнь — потеря памяти), а реплики за неё говорил А. Г. Абдулов. Несмотря на это, публика её обожала. Каждый выход актрисы на сцену сопровождался продолжительными аплодисментами зрительного зала.
Была заядлой курильщицей, предпочитала сигареты Marlboro. Обожала преферанс. Многие отмечают, что она была очень темпераментным игроком, была готова играть всегда, даже на последние деньги, очень строго подходила к выбору партнёра по игре, такой чести удостаивались только уважаемые ею люди.

### Последние годы

Могилы Пельтцеров на Введенском кладбище

С 1980-х годов начала пропадать память. В конце 1980-х годов развилась подозрительность и мания преследования. Большую часть 1991 года провела в психиатрической больнице им. Ганнушкина, откуда её привозили на спектакли. В 1992 году вновь попала в психиатрическую лечебницу. Там получила травму — упав, сломала шейку бедра.
Скончалась 16 июля 1992 года в Москве на 89-м году жизни после инфаркта и пневмонии. Похоронена на Введенском кладбище, (участок № 29), рядом с родителями и братом.
Согласно завещанию актрисы, двухкомнатная квартира в актёрском доме на улице Черняховского отписана домработнице — Анне Александровне Кукиной, ухаживавшей за ней более двадцати лет, архивы с фотографиями — театру, библиотека — М. А. Захарову.

### Семья

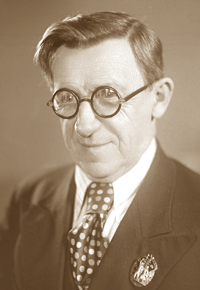
Иван Романович Пельтцер

По отцовской линии семья Пельтцер происходила из российских немцев. Основатель династии, прадед Татьяны Пельтцер Наполеон Пельтцер, в 1821 году девятнадцатилетним юношей пришёл пешком в Россию из Рейнской области (Германия). Дед Роман Наполеонович (Роберт Карл) Пельтцер (1846—1940) — текстильный фабрикант в Нарве. Отец — Иоганн Робертович (Иван Романович) Пельтцер (1871—1959), актёр театра и кино, режиссёр, заслуженный артист РСФСР (1925).
Мать — Эсфирь Боруховна (Евгения Сергеевна) Ройзен (18 декабря 1884 — 28 ноября 1962), дочь первого казённого раввина Киева в 1862—1863 годах Боруха Мойше-Ароновича (Моисеевича) Ройзена (из бердичевской купеческой семьи).
Младший брат — Александр Иванович Пельтцер (1906—1975), автоконструктор, главный инженер ЗИС, после войны — создатель и испытатель первого советского автомобиля «Звезда-1», изначально проектировавшегося для спорта и не имевшего в основе какой-либо серийной модели, трёхкратный рекордсмен СССР в автомобильных гонках.
Муж (1927—1930) — Ганс Тейблер (1902—1976), немецкий коммунист и философ.

## Награды и звания
- Сталинская премия третьей степени (1951) — за исполнение роли Лукерьи Власьевны Похлёбкиной в спектакле «Свадьба с приданым» Н. М. Дьяконова
- Заслуженная артистка РСФСР (1954)[16]
- Народная артистка РСФСР (1960) — за заслуги в области советского искусства[17]
- Народная артистка СССР (1972)
- Орден Ленина (1984)
- Орден Октябрьской Революции (1974) — за заслуги в развитии советского театрального искусства и в связи с 70-летием со дня рождения
- Орден Трудового Красного Знамени (1967)
- Медаль «За доблестный труд в Великой Отечественной войне 1941—1945 гг.» (1945)
- Медаль «В память 800-летия Москвы» (1948)
- Медаль «За доблестный труд. В ознаменование 100-летия со дня рождения Владимира Ильича Ленина» (1970)
- Медаль «Ветеран труда»

## Творчество

### Театральные работы

#### Театр имени МГСПС
- 1925 — «Шторм» В. Н. Билль-Белоцерковского (режиссёр Е. О. Любимов-Ланской) — Параша и беременная женщина.

#### Театр-студия киноактёра(1946—1947)
- «За тех, кто в море!» Б. А. Лавренёва. Режиссёр Н. С. Плотников

#### Театр сатиры(1947—1977)
1. 1947 — «Человек с того света» В. А. Дыховичного, М. Р. Слободского (режиссёр Э. Б. Краснянский) — Клавдия Павловна, жена Матвеева
2. 1948 — «Вас вызывает Таймыр» А. А. Галича и К. Ф. Исаева (режиссёр А. А. Гончаров) — дежурная по 13-му этажу
3. 1948 — «Остров мира» Е. П. Петрова (режиссёр Э. Б. Краснянский) — миссис Джекобс
4. 1949 — «Кто виноват?» Г. Д. Мдивани (режиссёр Э. Б. Краснянский) — Маслова
5. 1950 — «Свадьба с приданым» Н. М. Дьяконова (режиссёр Б. И. Равенских) — Лукерья Власьевна Похлёбкина
6. 1950 — «Не ваше дело» В. С. Полякова (режиссёр В. Н. Плучек) — Анна Мироновна, мама
7. 1952 — «Пролитая чаша» Ван Шифу (режиссёры Н. В. Петров, В. Н. Плучек) — Цю, вдова министра
8. 1952 — «Личная жизнь» К. Я. Финна (режиссёры Ю. П. Егоров, Ю. С. Победоносцев) — Татьяна Игнатьевна Филимонова
9. 1953 — «Где эта улица, где этот дом?» В. А. Дыховичного, М. Р. Слободского (постановка Э. Б. Краснянского) — Мария Степановна
10. 1953 — «Страницы минувшего» («Завтрак у предводителя») И. С. Тургенева (постановка В. Н. Плучека) — Каурова
11. 1955 — «Чужой ребёнок» В. В. Шкваркина (режиссёр О. П. Солюс — Караулова
12. 1955 — «Поцелуй феи» З. Е. Гердта, М. Г. Львовского (постановка Э. Б. Краснянского) — Аделаида Николаевна
13. 1956 — «Дело было в Конске» («Домик») В. П. Катаева (постановка Э. Б. Краснянского) — Есаулова, председатель городского исполкома
14. 1957 — «А был ли Иван Иванович?» Н. Хикмета (режиссёр В. Н. Плучек) — Анна
15. 1958 — «На всякого мудреца довольно простоты» А. Н. Островского — Манефа
16. 1960 — «200 000 на мелкие расходы» В. А. Дыховичного, М. Р. Слободского (режиссёр Э. Б. Краснянский) — Лобашкова Таисия Мироновна, мать
17. 1960 — «Слепое счастье» А. Ю. Кузнецова, Г. Г. Штайна (режиссёр О. П. Солюс) — Евдокия
18. 1961 — «Будем знакомы» Т. Г. Сытиной (режиссёр И. М. Туманов) — Анна Александровна, жена профессора Андриевского
19. 1961 — «Яблоко раздора» М. Бирюкова (режиссёр В. Н. Плучек) — Дудукалка
20. 1962 — «Дом, где разбиваются сердца» Б. Шоу (режиссёр В. Н. Плучек) — няня Гинесс
21. 1964 — «Ложь для узкого круга» А. Д. Салынского (постановка Г. П. Менглета) — Мария Ипполитовна, бабушка Андрея
22. 1966 — «Старая дева» И. В. Штока (режиссёр А. Б. Шатрин) — Прасковья Дмитриевна
23. 1967 — «Интервенция» Л. И. Славина (режиссёр В. Н. Плучек — мадам Ксидиас
24. 1967 — «Доходное место» А. Н. Островского (режиссёр М. А. Захаров) — Кукушкина
25. 1968 — «Малыш и Карлсон, который живёт на крыше» (режиссёр С. В. Мишулин) — Фрекен Бок
26. 1969 — «Безумный день или женитьба Фигаро» Бомарше (режиссёр В. Н. Плучек) — Марселина
27. 1969 — «Мой дом — моя крепость» Дж. Купера (режиссёр О. П. Солюс) — Леони Пимоз
28. 1970 — «У времени в плену» А. П. Штейна (режиссёр В. Н. Плучек) — мать Скитальца морей
29. 1970 — «Проснись и пой» М. Дьярфаша (режиссёр М. А. Захаров) — тётя Тони
30. 1971 — «Темп-1929» по произведениям Н. Ф. Погодина (режиссёр М. А. Захаров) — Софья
31. 1972 — «Мамаша Кураж и её дети» Б. Брехта (режиссёр М. А. Захаров) — Мамаша Кураж
32. 1973 — «Маленькие комедии большого дома» А. М. Арканова, Г. И. Горина (режиссёры А. А. Ширвиндт, А. А. Миронов) — Иванова Мария Ивановна

#### «Ленком»
1. 1974 — «Тиль» Г. И. Горина по роману Ш. де Костера (режиссёр М. А. Захаров) — старуха Стивен
2. 1975 — «Иванов» А. П. Чехова (режиссёр М. А. Захаров) — Авдотья Назаровна, старуха с неопределённою профессией
3. 1977 — «Мои Надежды» М. Ф. Шатрова (режиссёр М. А. Захаров) — тётя Надя Бурыгина, бывшая ткачиха
4. 1977 — «Хория» («Именем Земли и Солнца») И. Друцэ (режиссёр М. А. Захаров) — тётушка Арвира, школьная уборщица
5. 1978 — «Революционный этюд» М. Ф. Шатрова (режиссёр М. А. Захаров (совместно с Ю. А. Махаевым) — Клара Цеткин
6. 1985 — «Три девушки в голубом» Л. С. Петрушевской (режиссёр М. А. Захаров) — Фёдоровна
7. 1985 — «Встречи на Сретенке» В. Л. Кондратьева (режиссёр Г. М. Черняховский) — тётя Варя
8. 1986 — «Диктатура совести» М. Ф. Шатрова (режиссёр М. А. Захаров) — Н. К. Крупская
9. 1987 — «Царь-Рыба» В. П. Астафьева (режиссёр Г. М. Черняховский) — царь-рыба
10. 1989 — «Мудрец» («На всякого мудреца довольно простоты») А. Н. Островского — Манефа
11. 1989 — «Поминальная молитва» Г. И. Горина (режиссёр М. А. Захаров) — Берта

### Фильмография
1. 1943 — Она защищает Родину — колхозница
2. 1944 — Свадьба — жена доктора Кондрашкина
3. 1945 — Простые люди — Плаксина
4. 1948 — Драгоценные зёрна — стенографистка, сотрудница областной редакции (эпизод; нет в титрах
5. 1953 — Сеанс гипноза (короткометражный) — работница птицесовхоза
6. 1953 — Свадьба с приданым — Лукерья Власьевна Похлёбкина
7. 1954 — Укротительница тигров — Эмми Степановна Воронцова, мама Лены
8. 1954 — Большая семья — тётя Лиза
9. 1954 — Аттестат зрелости — дворничиха
10. 1955 — Бахтияр («Любимая песня») — Наталья Алексеевна, тётя Саши
11. 1955 — Два капитана — Нина Капитоновна Бубенчикова
12. 1955 — Солдат Иван Бровкин — Евдокия Макаровна Бровкина
13. 1955 — Максим Перепелица — бабка, соседка Максима
14. 1956 — Медовый месяц — Вера Аркадьевна, медсестра
15. 1957 — Не на своём месте — жена Вранбуци
16. 1958 — Иван Бровкин на целине — Евдокия Макаровна Бровкина
17. 1959 — В этот праздничный вечер — Матильда Прохоровна Щипухина
18. 1959 — Косолапый друг — ветеринарный врач
19. 1959 — Повесть о молодожёнах — Варвара Васильевна, тётя Володи, акушерка
20. 1959 — Необыкновенное путешествие Мишки Стрекачёва — Дарья Семёновна, уборщица
21. 1960 — Конец старой Берёзовки — Галина Павловна
22. 1960 — Первое свидание — Маргарита Михайловна
23. 1960 — Своя голова на плечах — Пелагея Степановна
24. 1961 — Чёртова дюжина — Надежда Ивановна
25. 1962 — Конец света — Матрёна, колхозница
26. 1962 — Яблоко раздора — Дудукалка
27. 1963 — Трудные дети  — бабушка Севы
28. 1963 — Ход конём — бабушка Алёши
29. 1964 — Всё для вас — тётя Саша
30. 1964 — Морозко — мать жениха
31. 1964 — Ноль три — Карринг, доктор
32. 1964 — Приключения Толи Клюквина — Дарья Семёновна
33. 1965 — Путешественник с багажом — пассажирка в автобусе
34. 1967 — Фитиль (сюжет № 50 «Что же вы поёте, дьяволы?») — пассажирка
35. 1967 — Большие хлопоты из-за маленького мальчика — бабушка Артура
36. 1968 — Как велит сердце — Лидия Фёдоровна
37. 1968 — Журавушка — Настасья
38. 1968 — Фитиль (сюжет № 67 «Так в жизни  не бывает») — пожилая сотрудница
39. 1968 — Деревенский детектив — Глафира Лукьяновна Анискина
40. 1970 — Приключения жёлтого чемоданчика — Анна Петровна Верёвкина, бабушка Томы
41. 1971 — Молодые — Нюша, няня
42. 1972 — Двенадцать месяцев — гофмейстерина
43. 1972 — Чудак из пятого «Б» — бабушка Нины
44. 1973 — Исполняющий обязанности — Вера Борисовна
45. 1973 — Анискин и Фантомас — Глафира Лукьяновна Анискина
46. 1974 — Большой аттракцион — Ольховикова
47. 1974 — Есть у меня друг (короткометражный) — бабушка
48. 1974 — Одиножды один — Матвеиха
49. 1974 — Царевич Проша — Берта
50. 1975 — В стране ловушек (анимационно-игровой) — бабушка Олега
51. 1975 — Это мы не проходили — Надежда Александровна, преподаватель пединститута
52. 1975 — Единственная… — врач-невролог
53. 1976 — 12 стульев — Клавдия Ивановна, тёща Воробьянинова
54. 1976 — Колыбельная для мужчин — тётя Таня
55. 1976 — Ты — мне, я — тебе — тётя Люба
56. 1977 — Как Иванушка-дурачок за чудом ходил — баба Варвара
57. 1977 — И снова Анискин — Глафира Лукьяновна Анискина
58. 1977 — Личное счастье — Агриппина Савельевна Тикоцкая
59. 1978 — Василий Шукшин. По страницам прозы — Марья
60. 1978 — Здравствуй, река — бабушка Стёпки
61. 1979 — Трое в лодке, не считая собаки — миссис Поппитс
62. 1979 — Примите телеграмму в долг — Пивашиха
63. 1980 — У матросов нет вопросов — Клавдия Михайловна
64. 1980 — Вам и не снилось… — бабушка Ромы
65. 1980 — Ночное происшествие — Александра Алексеевна, соседка Воронова по коммунальной квартире
66. 1980 — Дульсинея Тобосская — Тереса
67. 1981 — Руки вверх! — бабушка Наталья Николаевна
68. 1981 — Отставной козы барабанщик — бабка Агапа
69. 1982 — Ослиная шкура — Гравидана
70. 1982 — Там, на неведомых дорожках… — Баба-Яга
71. 1982 — Не было печали — Юлия Дмитриевна, мать Вадима
72. 1983 — Карантин — Дуся, прабабушка
73. 1983 — Племянник (короткометражный)
74. 1984 — И вот пришёл Бумбо… — бонна, немка-учительница
75. 1984 — Формула любви — Федосья Ивановна, тётушка Алексея и барыня Фимки
76. 1984 — Рыжий, честный, влюблённый — сова Илона
77. 1985 — После дождичка в четверг — сторожиха
78. 1985 — Личное дело судьи Ивановой — Анна Николаевна, соседка бабушки
79. 1985 — Как стать счастливым — Лидия Михайловна, бабушка Лиды
80. 1986 — Малявкин и компания — Анна Петровна
81. 1986 — Кто войдёт в последний вагон — Антонина Николаевна, клоунесса
82. 1988 — Раз, два — горе не беда! — бабушка
83. 1989 — Князь Удача Андреевич — соседка Северьяна

### Телеспектакли
1. 1953 — Свадьба с приданым — Лукерья Власьевна Похлёбкина
2. 1968 — Судьба играет человеком — Марья Семёновна
3. 1968—1980 — Кабачок «13 стульев» — пани Ирена
4. 1969 — Две комедии Бранислава Нушича
5. 1971 — Малыш и Карлсон, который живёт на крыше — фрекен Бок
6. 1971 — Офицер флота — Юлия Антоновна
7. 1973 — Срочно требуется волшебник — старушка, спасшая город от злой колдуньи-городоправительницы
8. 1973 — Безумный день, или Женитьба Фигаро — Марселина
9. 1974 — Маленькие комедии большого дома — мать Иванова
10. 1974 — Проснись и пой — тётя Тони
11. 1975 — Дом, где разбиваются сердца — няня Гинесс
12. 1977 — Между небом и землёй — мать Климова
13. 1979 — Молодая хозяйка Нискавуори — старая хозяйка
14. 1981 — Именем земли и солнца — Арвира
15. 1983 — Метелица — Марина Максимовна (Марьяша), бабушка Алёны
16. 1985 — Сеанс гипнотизёра — Екатерина Николаевна Кушакова
17. 1988 — Диктатура совести — Надежда Константиновна Крупская
18. 1988 — Три девушки в голубом — Фёдоровна

### Киножурнал «Ералаш»
1. 1980 — «Вот это внук!», реж. М. Юзовский (выпуск 23, эпизод 3)[18] — бабушка Вити
2. 1986 — «Дышите глубже», реж. С. Шпаковский (выпуск 57, эпизод 3)[19] — бабушка Маши
3. 1988 — «Артур и его команда», реж. В. Мартынов (выпуск 69, эпизод 3)[20] — бабуся-дачница

### Озвучивание мультфильмов
1. 1961 — Ключ — Фея Тюльпина
2. 1963 — Три толстяка — тётушка Ганимед
3. 1971 — Без этого нельзя — Утка
4. 1971 — Личный пример (Фитиль № 111) — телевизионный диктор
5. 1974 — Важное лицо (Фитиль № 140) — нянечка
6. 1975 — Необычный друг — служительница зоопарка
7. 1976 — Лоскуток — тётушка Кофта
8. 1978 — Чудеса среди бела дня — Волшебница
9. 1981 — Ёжик плюс черепаха — Ягуариха
10. 1983 — Следствие ведут Колобки 1 выпуск — Гражданка Петрова
11. 1983 — Жил у бабушки козёл — бабушка Варварушка
12. 1984 — Встречайте бабушку — Бабушка
13. 1985 — Голубая стрела — Фея
14. 1985 — Чудо-дерево — закадровый текст
15. 1985 — Приключения домовёнка — Баба-Яга
16. 1986 — Сказка для Наташи — Баба-Яга
17. 1987 — Возвращение домовёнка — Баба-Яга
18. 1988 — Карпуша — Старуха

### Дублирование фильмов
1. 1951 — Два гроша надежды — мать Антонио (роль Ф. Руссо)
2. 1953 — Граф Монте-Кристо — мадам Пикар (роль Ж. Зорелли)
3. 1956 — Наш двор — сплетница Васаси (роль С. Д. Такаишвили)
4. 1957 — Пока не поздно — Петронеле (роль В. Летувайтите)
5. 1958 — Капитанская дочка — племянница истопника (роль Е. Ф. Савицкой)

### Архивные кадры
- 2009 — Татьяна Пельтцер. Осторожно, бабушка! (документальный)
- 2006 — Татьяна Пельтцер (из цикла передач телеканала ДТВ «Как уходили кумиры») (документальный)
- 2021 — Татьяна Пельтцер. Бабушка—скандал (из цикла передач телеканала НТВ) (документальный)

### Радиопостановки
1. 1954 — Ч. Диккенс, «Наследник торгового дома» — миссис Пипчин
2. 1961 — М. Сизова, «Юность Ломоносова» — Настасья Ивановна
3. 1966 — И. Л. Прут, «Моя мечта» — Петровна
4. 1969 — И. Навотный, «Моя знакомая», В. С. Высоцкий, В. М. Невинный, Т. И. Пельтцер (Фрау Шурих), др. Режиссёр (радио) В. Шонендорф
5. 1976 — В. В. Смирнов, «Тревожный месяц Вересень», Н. П. Караченцов, Т. И. Пельтцер (Серафима), Б. К. Новиков и др. Режиссёр (радио) А. Шипов
6. 1976 — «Пельтцер Татьяна. Творческий портрет». Фрагменты спектаклей: «Кораблевская тётка» (Ф. Ф. Кнорре); «Темп — 1929» (сценическая композиция М. А. Захарова по пьесам Н. Ф. Погодина); «Тревожный месяц вересень» (В. В. Смирнов); «Старая дева» (И. В. Шток); «Мамаша Кураж и её дети» (Б. Брехт). Пояснительный текст читает Г. Куликов
7. 1977 — Ю. З. Крелин, «Будни доктора Мишкина», О. П. Табаков, Т. И. Пельтцер.
8. 1977 — В. С. Токарева, «Между небом и землёй», А. А. Миронов, М. М. Неёлова, Т. И. Пельтцер и другие. Режиссёр В. В. Фокин
9. 1978 — А. П. Чехов, «Из записок вспыльчивого человека», О. П. Табаков, Т. Г. Васильева, Т. И. Пельтцер
10. 1983 — Н. Г. Гарин-Михайловский, «Детство Тёмы». Режиссёр (радио) Л. Веледницкая — няня
11. 1988 — Л. А. Филатов, «Про Федота-стрельца, удалого молодца». Режиссёр (радио) А. Горовацкий — нянька
12. 1989 — З. Чернышёва, «Неутомимый», Е. А. Киндинов, Е. А. Евстигнеев, Н. Н. Пшённая, Т. И. Пельтцер (Макарьевна).
13. «И. С. Тургенев, Записки охотника» — «Татьяна Борисовна и её племянник» (читает Т. И. Пельтцер)
14. Г. В. Пряхин, «Здравствуй учитель», Р. Я. Плятт, Т. И. Пельтцер (бабка Дарья), Г. Л. Бортников.

### Звукозапись спектаклей
1. 1953 — В. Дыховичный, М. Слободской, «Где эта улица, где этот дом»
2. 1964 — Б. Бертольд, «Мамаша Кураж и её дети» — маркитантка Анна Фирлинг
3. 1968 — Л. И. Славин, «Интервенция», А. Д. Папанов, А. А. Миронов, Т. И. Пельтцер (мадам Ксидиас).
4. 1968 — И. В. Шток «Старая дева» — Прасковья Дмитриевна
5. 1970 — М. Дьярфаш, «Проснись и пой!». Режиссёр (радио) Т. Заборовская — тётя Тони
6. 1975 — Б. Шоу, «Дом, где разбиваются сердца», радиоверсия спектакля Московского театра Сатиры с участием Г. П. Менглет, Т. И. Пельтцер (няня Гинесс). Режиссёр: В. Н. Плучек
7. 1979 — М. Ф. Шатров, «Синие кони на красной траве» О. И. Янковский, Т. И. Пельтцер (Клара Цеткин) и другие. Режиссёр (радио) В. Терсков
8. 1990 — Г. И. Горин, «Поминальная молитва»
9. «Бомарше — Женитьба Фигаро» (Театр Сатиры с участием А. А. Миронова, Т. И. Пельтцер, А. Ширвиндта).

### Детские пластинки
1. 1953 — В. Дыховичный, М. Слободской, «Где эта улица, где этот дом»
2. 1965 — А. В. Цессарский, «Возвращение». Режиссёр Л. Веледницкая
3. 1969 — Э. Александрова, В. Лёвшин, «Приключения нулика». Режиссёр (радио) В. Иванов
4. 1971 — В. Гауф, «Маленький Мук». Режиссёр (радио) Я. Губенко
5. 1975 — Р. Э. Распе, «Самый правдивый человек на свете». Режиссёр (радио) Б. Тираспольский
6. 1977 — Ю. З. Крелин, «Будни доктора Мишкина». Запись Всесоюзного радио
7. 1978 — З. Чернышёва, «Алло, такси!». Режиссёр (радио) Э. Кольбус. Запись Всесоюзного радио. Из передачи «С добрым утром»
8. 1980 — В. А. Каверин, «Песочные часы». Режиссёр (радио) Ф. Шейн
9. 1982 — Ю. И. Коваль, «Недопёсок». Режиссёр (радио) Н. Литвинов
10. 1982 — Ю. И. Коваль, «Чистый Дор». Режиссёр (радио) Н. Литвинов
11. 1983 — П. Панчев, «Сказка о четырёх близнецах». Режиссёр (радио) Л. Эйдлин
12. 1973 — Русские сказки. «Пузырь, соломинка и лапоть». «Волк и семеро козлят». «Курочка Ряба». «Лисичка со скалочкой» (читала Т. И. Пельтцер). СССР, «Мелодия», ЛЗГ
13. 1982 — Русские народные сказки. «Волшебное яблочко». «Лиса и волк». «Кот и лиса». «Волк и семеро козлят». «Пузырь, соломинка и лапоть». «Курочка-ряба». «Лисичка со скалочкой». СССР, Мелодия, АЗГ.

## Фильмы о Татьяне Пельтцер
- 2004 — Документальный фильм «Родное лицо. Татьяна Пельтцер» (режиссёр Е. Никитан).
- 2009 — Документальный фильм телеканала «Россия» «Драма Татьяны Пельтцер» (автор сценария К. Беляева, режиссёр А. Смирнов).
- 2009 — Документальный фильм телеканала «ТВ Центр» «Татьяна Пельтцер. Осторожно, бабушка!» (автор сценария Е. Пахоменков).
- Больше, чем любовь Татьяна Пельтцер и Ганс Тейблер - на телеканале Культура ; Год: 2003 ; Жанр: биография, , Документальный сериал,